# Tocador

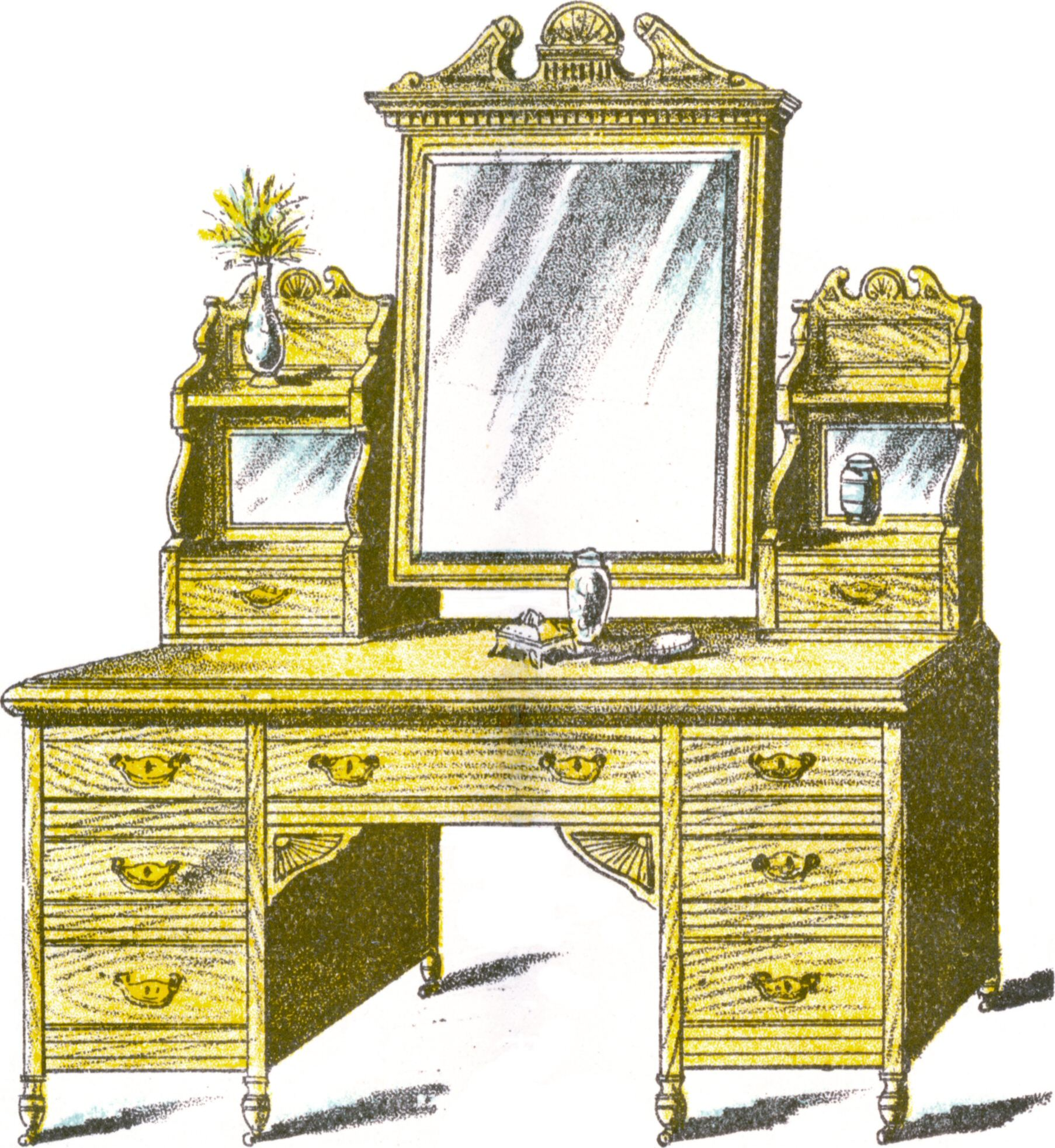
Dibuix d'un tocador

Tocador és un moble compost per una consola i un mirall de sobre taula que reposa en un faristol o de mà, acostuma a tenir algun calaix i a més podia ser taula vestida per ocultar la fusta rere les robes. És un moble destinat a la dona per la seva neteja, per custodiar les joies, adorns personals, flascons de perfum i sobretot per al pentinat on ella mateixa se'l retocava o una segona persona mentre ella seia davant del moble.

## Història
Els primers tocadors van aparèixer al últim terç del segle xvi en forma de consoles amb un o diversos calaixos a sota i al costat del taulell. El tocador amb mirall perviu sobretot durant els segles xviii i xix. Eren un símbol de nivell social i econòmic del propietari, sovint embolicat amb les nocions de bellesa, amor i vanitat pròpia.
Aquest moble s'acostumava a col·locar a l'alcova o dormitori de la dona, al segle xix aquests espais eren els preferits per elles; també podien rebre el nom de toilette, boudoir, pentinador, recambra o requartet.
Al segle xiii els models de tocador continuen construint-se paral·lelament a una nova modalitat derivada de la còmoda. Consisteix en una calaixera amb escambell de reduïdes dimensions que fa suport d'un mirall fixe.
El possible origen de la calaixera tocador l'aporten uns documents arribats d'Anglaterra, encara que els exemplars anglesos conservats al segle xviii són molt escassos.

### Estil Lluís XV
El tocador és el moble que millor caracteritza aquesta època, amb unes corbes exuberants, línies ajustades i sobretot elegància. En un inici es trobava a França i va acabar estès per tot Europa. L'estil Lluís XV és el que predomina en el segle xviii, amb el qual apareix la tendència cap a les formes femenines, com la valoració de la dona en la vida pública i els refinaments del tracte social que influiran al moble, creant un canvi profund ordenat per un sentit de comoditat i intimitat. Construeixen cases amb habitacions més petites i canvien mobles grans i aparatosos per altres més lleugers i útils.
La primera taula tocador, a França, era de taula rectangular sobre potes en forma de X, amb marbre blanc i un mirall subjectat per dos muntants que el deixaven girar manualment. Qualsevol taula es podia adaptar a tocador a partir d'una altra més petita a sobre amb un petit mirall sobre un sòcol al calaix. Fins al segle xiii trobem la taula tocador d'influència clàssica i estil Rococó, formes geomètriques i senzilles, buscaven l'equilibri, la tradició local però les novetats europees, utilitzaven motius florals i alguns animals.

## Tècniques

### Cos
Talla, aplacat, gravat, motllura, marqueteria, pintura, sanefa, estampació.

### Calaixos i panys
Talla, aplacat, calat, gravat, marqueteria, motllura, tapisseria, pintura, sanefa, estampació.

### Tauler
Talla, motllura, gravat, polit.

### Mirall i marc
Talla, daurat, platejat, gravat, motllura, pintura, marqueteria, sanefa, bisellat.

### Potes
Talla, tornejat, pintura.

## Materials

### Cos
Noguera, ribera, boix, caoba, pi, llimoner de Celian, banús, faig.

### Calaixos i panys
Ribera, llautó, ferro, seda verda, pintura, pi, os, faig, alabastre.

### Tauler
Cirerer, marbre, pedra negra.

### Mirall i marc
Llautó, pi, pa d'or, vidre, mercuri, fil d'argent, pintura, estany, ferro, os, solució platejada, alabastre.

### Potes
Noguera, ribera, boix, caoba, pi, llimoner de Celian, banús, faig.

## Exposicions
El Disseny Hub Barcelona va fer una exposició temporal amb el fons del Museu de les Arts Decoratives de Barcelona. Aquesta galeria d'estudi del Disseny Hub Barcelona (DHUB) mostrà per primera vegada els tocadors de la col·lecció del Museu de les Arts Decoratives, tots de producció catalana entre els segles XVIII i XX.
Va permetre, doncs, comprovar la varietat de formes i estructures que aquests mobles han presentat al llarg del temps. A més, revelava una bona quantitat de dissenys, alguns concebuts per complir de manera simultània altres funcions, com ara la d'escriptori o la de contenidor. S'hi presentaren alguns dels tocadors oberts i desmuntats per oferir-ne visions poc freqüents que contribueixen a fer entendre la forma com van ser construïts, alhora que ressalten la qualitat de les obres i el seu disseny.